# Front pour la stabilité de la révolution islamique
Le Front pour la stabilité de la révolution islamique (persan : جبههٔ ایداری انقلاب اسلامی, est un groupe politique iranien principaliste décrit comme « extrême fin du fondamentalisme et du parti le plus à droite de l'Iran ». Il a été établi en tant que liste électorale pour les élections législatives de 2012. Le Front est en partie composé d'anciens ministres de Mahmoud Ahmadinejad et Mohammad-Taqi Mesbah Yazdi serait le « chef spirituel » derrière le groupe.
En 2013, le Front a soutenu Saïd Jalili pour l'élection présidentielle après le retrait de Kamran Bagheri Lankarani, et publié liste électorale pour les élections locales dans plusieurs villes, avec une victoire écrasante  à Mashhad Conseil municipal.
Le front déclare qu'il s'oppose à la fois à la « sédition » (lié au soulèvement postélectoral de 2009 en Iran) et au « courant déviant ». Le site Web Rajanews est son porte-parole en ligne.